# Le Vieil Homme et l'Enfant (film, 1967)
Pour les articles homonymes, voir Le Vieil Homme et l'Enfant.
Pour plus de détails, voir Fiche technique et Distribution.
Le Vieil Homme et l'Enfant est un film français réalisé par Claude Berri, sorti en 1967.

## Synopsis
L'histoire se passe dans un village francais durant l'Occupation allemande. Elle raconte la vie de Claude Langmann (c'est le nom d'état-civil de Claude Berri) dans la famille d'accueil où ses parents l'ont envoyé pour éviter les rafles nazies. La famille d'accueil est un couple de grands-parents : Pépé (Michel Simon) et Mémé (Luce Fabiole). Pépé est un ancien poilu de la Première Guerre. Gueulard anticlérical et antisémite, Pépé ne cesse d'accuser les Juifs, les rouges et les francs-maçons d'être la cause de tous les maux de la France. Mais Claude (Alain Cohen), auquel ses parents ont formellement interdit de laisser paraître ses origines juives, fait craquer le vieil homme sans que celui-ci se doute que Claude est juif. Celui-ci adore également son nouveau Pépé, mais prend un malin plaisir à le faire déblatérer sur les Juifs, voire à inverser les rôles : c'est Pépé qui a le « physique d'un juif » et pas lui mais il le console lorsque survient la Libération et que le Maréchal prend la fuite.

## Fiche technique
- Titre : Le Vieil Homme et l'Enfant
- Réalisation : Claude Berri
  - Assistants réalisation : Pierre Grunstein, Philippe Garrel, Claude Confortès, Jérôme Kanapa
- Scénario : Claude Berri et Gérard Brach
- Musique : Georges Delerue
- Costumes : Jacques Cottin
- Chef opérateur : Jean Penzer
- Montage : Denise Charvein, Sophie Coussein
- Son : Jean Labussière
- Production : André Hunebelle, Paul Cadéac
- Pays de production :  France
- Format : noir et blanc
- Genre : drame
- Durée : 90 minutes
- Date de sortie :
  - France : 11 mars 1967

## Distribution
- Alain Cohen : Claude Langmann / Claude Longuet (« Longet » comme il le prononce)
- Michel Simon : Pépé
- Luce Fabiole : Mémé
- Charles Denner : le père de Claude
- Zorica Lozic : la mère de Claude
- Aline Bertrand : Raymonde, la fille de Pépé et Mémé
- Roger Carel : Victor, le fils de Pépé et Mémé
- Sylvine Delannoy : Suzanne, la femme de Victor
- Paul Préboist : le père de Dinou
- Élisabeth Rey : Dinou
- Didier Perret : le petit frère de Dinou
- Jacqueline Rouillard : l'institutrice
- Marco Perrin : le curé
- Denise Péron : la propriétaire

## Production
Le Vieil Homme et l'Enfant est un film semi-autobiographique (le carton du début mentionne « une histoire vraie mais vue à travers l'imagination d'un enfant ») pour lequel Claude Berri a puisé dans ses souvenirs d’enfance.
Le film est tourné dans la Vallée de Grésivaudan (département de l'Isère) : à Saint-Vincent-de-Mercuze (hameau du Montalieu), Biviers, La Terrasse et à Fort Barraux.

## Accueil
Le Vieil homme et l'enfant est un grand succès critique, probablement le meilleur accueil de la carrière de Berri. François Truffaut y voit un nouveau Jean Renoir et vante ultérieurement l'aspect autobiographique : « Il n'est pas un metteur en scène cinéphile, il ne se réfère pas aux films existants mais à la vie elle-même. Il puise à la source ».
Le 18 novembre 1975, sur Antenne 2, le film est diffusé à 20 h 40 dans le cadre des Dossiers de l'écran et suivi d'un débat auquel Claude Berri participe, ainsi que Raymonde Letournel qui l'avait hébergé pendant l'Occupation.

## Distinctions
- Ours d'argent à Berlin, en 1967.